# 飛騨萩原駅
飛驒萩原駅（ひだはぎわらえき）は、岐阜県下呂市萩原町萩原にある、東海旅客鉄道（JR東海）高山本線の駅である。
特急「ひだ」の一部が停車する。

## 歴史
- 1931年（昭和6年）5月9日：高山線（1934年に高山本線へ改称）が下呂駅から延伸した際に、その終着駅として開業[1]。旅客及び貨物の取扱を開始[2]。
- 1933年（昭和8年）8月25日：高山線が飛驒小坂駅まで延伸。途中駅となる。
- 1973年（昭和48年）4月20日：貨物の取扱を廃止[2]。
- 1985年（昭和60年）3月14日：荷物扱い廃止[2]。
- 1987年（昭和62年）4月1日：国鉄分割民営化により東海旅客鉄道（JR東海）の駅となる[2]。
- 1992年（平成4年）11月：みどりの窓口営業開始。
- 2012年（平成24年）4月1日：萩原町商工会による簡易委託駅となる[1]。
- 2019年（平成31年・令和元年）：萩原町観光協会による簡易委託駅に移管される[3]。

## 駅構造
単式ホーム1面1線と島式ホーム1面1線、計2面2線のホームを持つ地上駅。1番線が下り本線（単式ホーム）、2番線が上り本線。2023年9月まで2面3線で3番線まであったが、3番線の信号機は撤去されている。その代わり高山方面から下り本線への進入、進出ができるようになった。1番線から上り方面へ本線と平行して保線車両用の引込線がある。その他、屋根付きの跨線橋や島式ホームの待合室、駅舎から跨線橋までの屋根がある。木造駅舎を有する。
萩原町観光協会の職員が業務を担当する簡易委託駅で、下呂駅が当駅を管理している。2012年3月31日までは東海交通事業の職員が業務を担当する業務委託駅で、みどりの窓口が設置されていた。駅舎設備は木造で、待合所、自動販売機が設置されている。自動券売機や自動改札機はない。
2006年（平成18年）5月21日に平成時代の皇室来賓行事の第57回全国植樹祭記念式典が下呂市萩原町で開催された。式典終了後、明仁天皇・美智子皇后が当駅から乗車するため、これに合わせて駅舎等の色直しがされた。

### のりば
| 番線 | 路線        | 方向 | 行先           |
| ---- | ----------- | ---- | -------------- |
| 1    | CG 高山本線 | 下り | 高山・富山方面 |
| 2    | CG 高山本線 | 上り | 下呂・岐阜方面 |

## 利用状況
「岐阜県統計書」と「下呂市データ集」によると、近年の1日平均乗車人員は以下の通りである。
| 年度   | 1日平均 乗車人員 |
| ------ | ---------------- |
| 2000年 | 545              |
| 2001年 | 559              |
| 2002年 | 517              |
| 2003年 | 497              |
| 2004年 | 468              |
| 2005年 | 530              |
| 2006年 | 551              |
| 2007年 | 569              |
| 2008年 | 535              |
| 2009年 | 520              |
| 2010年 | 516              |
| 2011年 | 517              |
| 2012年 | 494              |
| 2013年 | 474              |
| 2014年 | 422              |
| 2015年 | 434              |
| 2016年 | 404              |
| 2017年 | 389              |
| 2018年 | 382              |
| 2019年 | 386              |
| 2020年 | 327              |
| 2021年 | 310              |
| 2022年 | 303              |

## 駅周辺
旧益田郡萩原町の中心地である。萩原は飛騨地方南部の行政・政治の中心地だったこともあって県の出先機関、新聞社の通信局が置かれており高校などがある。
- 下呂市星雲会館
- 岐阜県下呂総合庁舎
- 岐阜県下呂警察署
- 岐阜県立益田清風高等学校
- 下呂市立萩原南中学校
- 桜谷公園
- 萩原諏訪城跡
- あさぎりスポーツ公園
- あさぎりサニーランド
- 国道41号
- 国道257号
- 久津八幡宮

## バス路線
- 濃飛乗合自動車（濃飛バス）
  - 下呂線：下呂 / 高山 / 小坂駅前
- げろバス萩原
  - 川西北線：上之田
  - 川西南線：下呂駅・下呂温泉病院

## 隣の駅
※当駅に一部が停車する特急「ひだ」の隣の停車駅は列車記事を参照のこと。
東海旅客鉄道（JR東海）
CG 高山本線
禅昌寺駅 - 飛騨萩原駅 - 上呂駅